# Mario Castelnuovo-Tedesco
Mario Castelnuovo-Tedesco, född 3 april 1895 och död 16 mars 1968, var en italiensk tonsättare och pianist.
Castelnuovo-Tedesco var bosatt i Florens, och lärjunge till Ildebrando Pizzetti i komposition. Som tonsättare tillhörde han den moderata modernismen, och han musik vann en tämligen bred uppskattning. Hans verk omfattade kammarmusik (däribland ett antal pianokompositioner) och sånger, orkesterverk, a cappellaverk, samt de dramatiska kompositionerna La mandragola och Bacco in Toscana.